# Attia Amsaaed
Attia M. Essa Amsaaed, auch Amsaad (* 13. November 1980), ist ein libyscher Fußballschiedsrichterassistent.
Seit 2013 steht Amsaaed auf der Liste der FIFA-Schiedsrichter und ist an der Spielleitung internationaler Fußballspiele beteiligt, unter anderem in der CAF Champions League. Am 27. September 2024 war er Assistent im Gespann von Mutaz Ibrahim beim Spiel um den CAF Super Cup 2024 zwischen al Ahly SC und Zamalek SC (1:1, 3:4 i. E.).
Amsaaed wurde bei insgesamt drei Afrika-Cups eingesetzt. Beim Afrika-Cup 2019 in Ägypten, beim Afrika-Cup 2022 in Kamerun und beim Afrika-Cup 2024 in der Elfenbeinküste leitete er insgesamt zehn Spiele.
Zudem war er unter anderem Schiedsrichterassistent bei der U-17-Weltmeisterschaft 2019 in Brasilien, in der afrikanischen WM-Qualifikation sowie bei diversen Qualifikations- und Freundschaftsspielen.